# Genki Haraguchi
Genki Haraguchi (Kumagaya, 9 de maio de 1991), é um futebolista japonês, que atua como meio-campo. Atualmente, joga pelo Urawa Red Diamonds.

## Carreira
Haraguchi começou a carreira no Urawa Red Diamonds.

## Seleção
Em 2018 integrou a Seleção Japonesa de Futebol, na Copa do Mundo de 2018.